# Helge Larsson
Helge Larsson   (Estocolm, 25 d'octubre de 1916 - Estocolm, 19 de novembre de 1971) fou un piragüista suec que va competir durant la dècada de 1930.
El 1936 va prendre part en els Jocs Olímpics de Berlín on, fent parella amb Tage Fahlborg, guanyà la medalla de bronze en la competició del K-2, 10.000 metres del programa de piragüisme.